# Crail
Crail est un burgh royal d'Écosse dans le Fife situé à 62 km au Nord-Nord-Ouest d'Edimbourg

## Vues

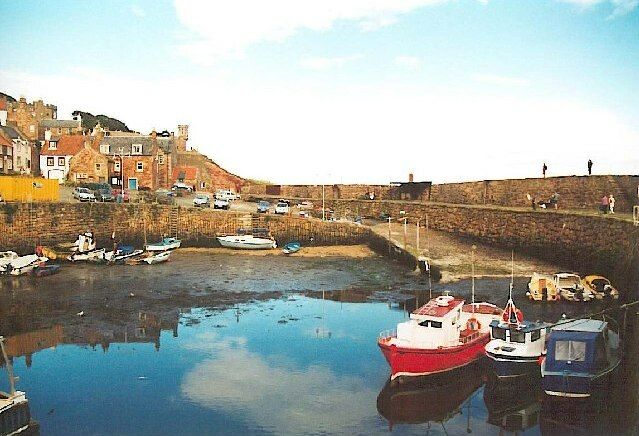
Port
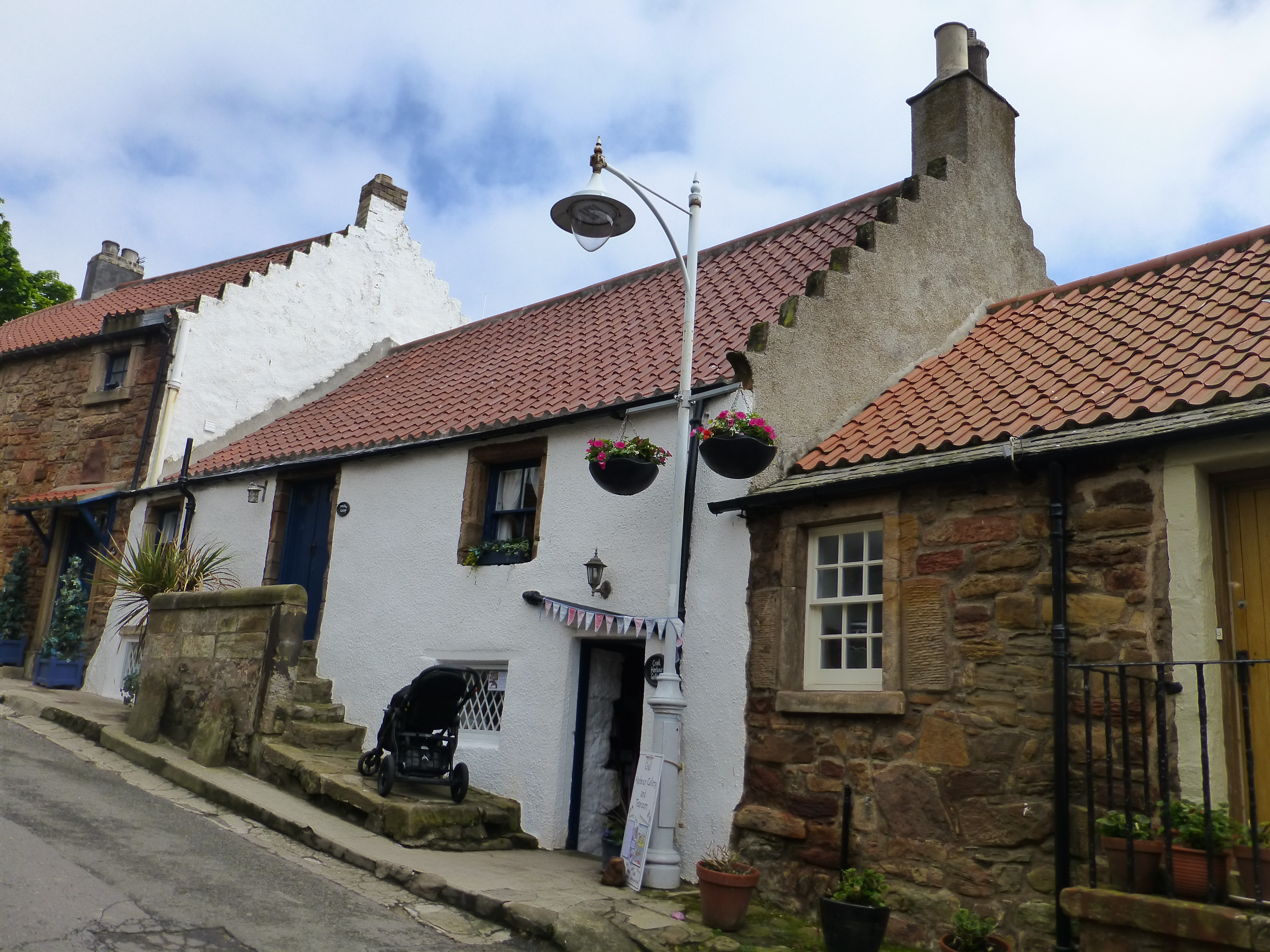
Maisons du bourg
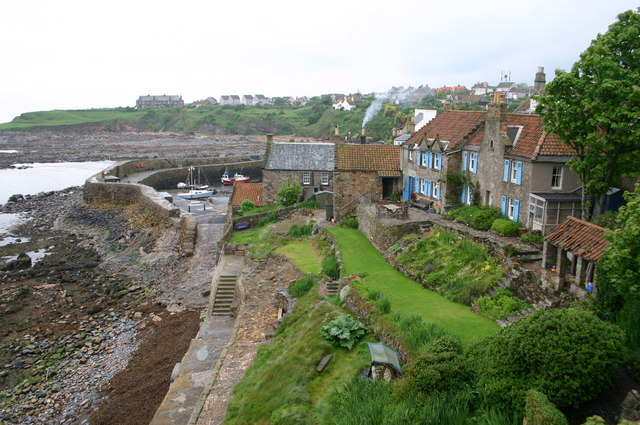
Vue
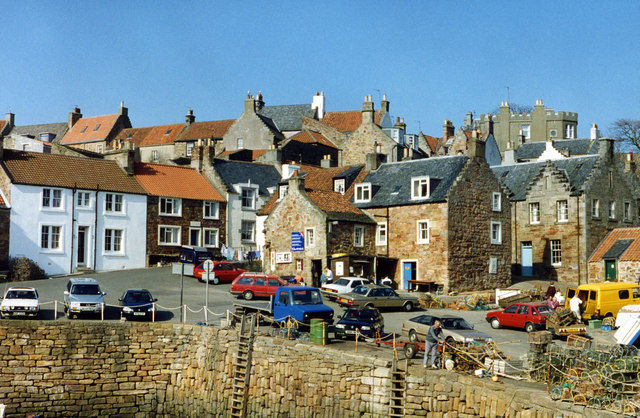
Centre ville
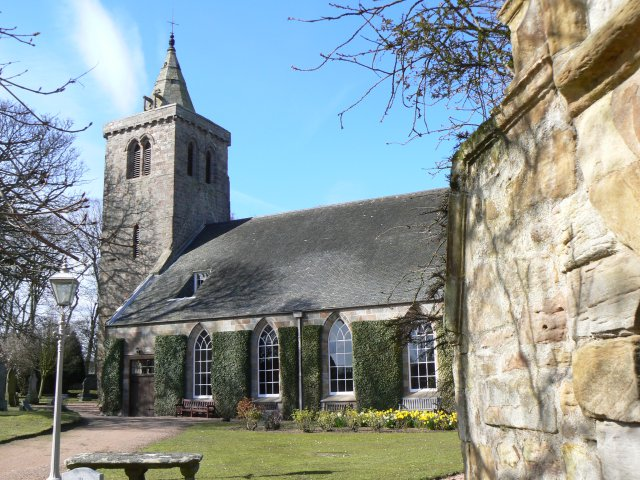
Eglise

.